# Langelands Sønder Herred
Langelands Sønder Herred var et herred i Svendborg Amt. Herredet hørte i oprindeligt under Tranekær Len der i 1662 blev ændret til Tranekær Amt , indtil det ved reformen af 1793 blev en del af Svendborg Amt.
I herredet ligger følgende sogne:
- Fodslette Sogn
- Fuglsbølle Sogn
- Humble Sogn
- Lindelse Sogn
- Longelse Sogn
- Magleby Sogn
- Tryggelev Sogn